# Bicyclus condamini
Bicyclus condamini je leptir iz porodice šarenaca. Živi u istočnom Zimbabveu. Stanište su mu planinske šume.
Odrasli si u letu cijelu godinu, s vrhuncem u kolovozu, rujnu i prosincu. Kod ove je vrste jasno izražena sezonalna polifenija.

## Vanjske poveznice
|  | Zajednički poslužitelj ima još gradiva o temi Bicyclus condamini |
|  | Wikivrste imaju podatke o taksonu Bicyclus condamini             |